# Ratpenat bru de Botta
Eptesicus bottae és una espècie de ratpenat que viu a l'Afganistan, Egipte, l'Iran, l'Iraq, Jordània, el Kazakhstan, el Kirguizstan, Mongòlia, Oman, el Pakistan, l'Aràbia Saudita, Síria, el Tadjikistan, Turquia, el Turkmenistan, l'Uzbekistan, el Iemen i, possiblement, Djibouti, Eritrea, Somàlia i el Sudan.
Fou anomenat en honor de l'explorador i metge italofrancès Paolo Emilio Botta.